# Waschberg
Waschberg är ett berg i Österrike.   Det ligger i distriktet Korneuburg och förbundslandet Niederösterreich, i den nordöstra delen av landet, 24 km norr om huvudstaden Wien. Toppen på Waschberg är 325 meter över havet.
Terrängen runt Waschberg är platt norrut, men söderut är den kuperad. Runt Waschberg är det ganska tätbefolkat, med 111 invånare per kvadratkilometer.. Närmaste större samhälle är Klosterneuburg, 12,8 km söder om Waschberg. 
Trakten runt Waschberg består till största delen av jordbruksmark.